# ゴールデンゲートフィールズ競馬場
ゴールデンゲートフィールズ競馬場（Golden Gate Fields）は、アメリカ合衆国カリフォルニア州バークレーにあった、サラブレッド競馬の競馬場。同州オールバニとバークレーにまたがる地点に存在し、サンフランシスコ湾の海岸線に隣接していた。2008年にベイメドウズ競馬場が閉鎖されて以降、北カリフォルニア最大の主要競馬場になった。1/STの所有下にあった。

## 歴史

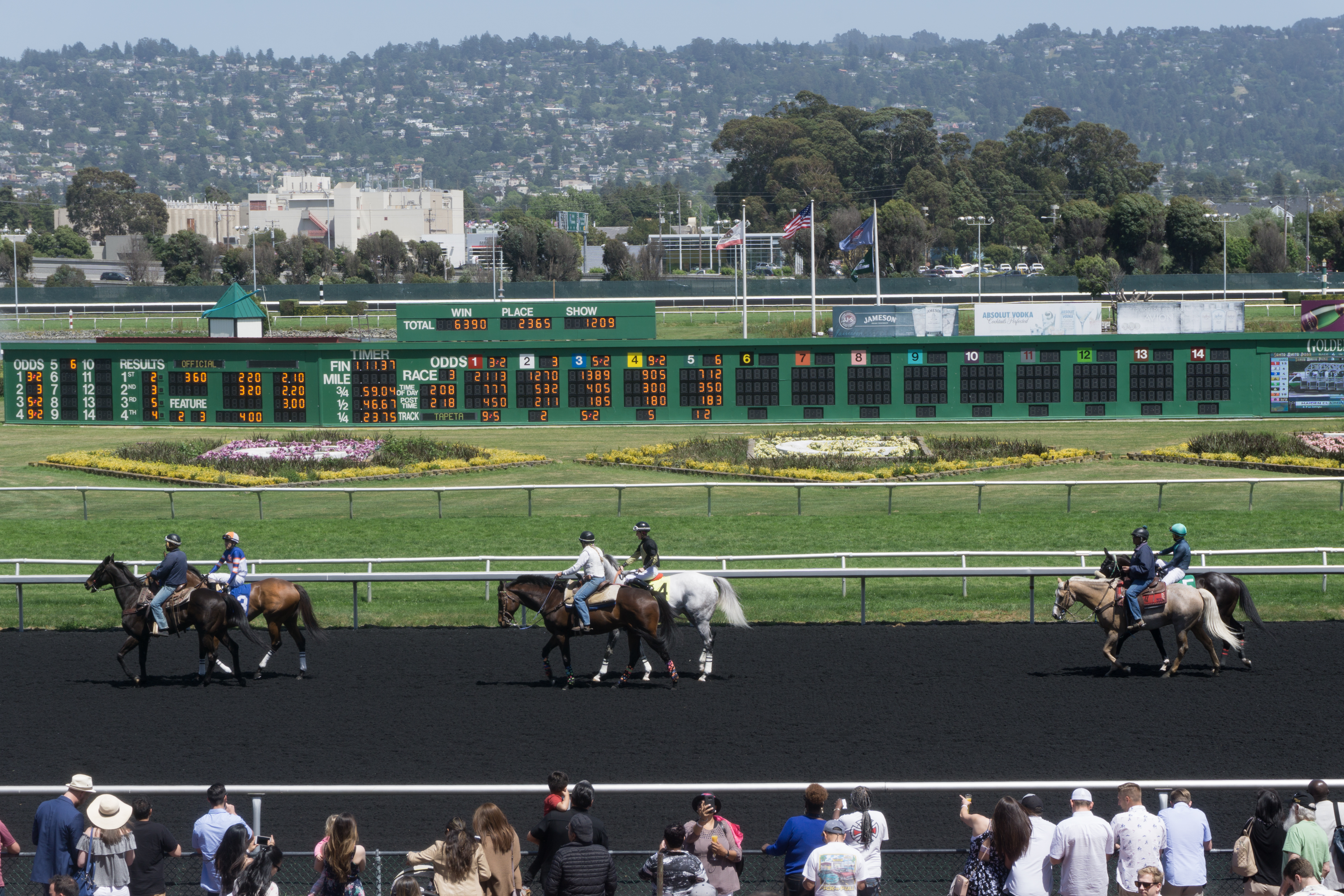
ゴールデンゲートフィールドでのレース前の馬と騎手

ゴールデンゲートフィールズ競馬場は、オールバニの沿海部に位置する「フレミングポイント」という岬の根元に位置した土地にある。岬にはオールバニ市の未開発の地形が含まれており、北部でオールバニ・バルブ、オールバニ・ビーチ、オールバニ高原などと隣接している。東には州間高速道路80号線が通り、南にはバークレー草原がある。元々は3本の小川が流れ込む湿地帯であった。
この地域における競馬の始まりは、ゴールデンゲートフィールズより南に約2マイルにある、エメリービルに存在したオークランド・トロッティング競馬場に遡る。オークランド・トロッティング競馬場は1871年の開場で、1911年にカリフォルニア州が競馬を禁止したときに閉鎖を余儀なくされた。さらに1915年の火災により、その構造物も焼失している。カリフォルニア州で競馬が解禁されたのは、後の1933年のことであった。
ゴールデンゲートフィールズは1941年2月1日に開場した競馬場で、フレミングポイントの東斜面に新しいグランドスタンドを建設し、隣接する湿地帯が埋め立てられて走路として利用された。
第二次世界大戦の開始とともに、米国海軍は、太平洋で使用される予定の何百もの上陸用舟艇を保管するための施設として競馬場を接収した。戦後、ゴールデンゲートフィールズは返還されて競馬を再開した。
ゴールデンゲートフィールズは、サンフランシスコの外国車輸入業者であり馬主でもあったジェル・クヴェールによって25年間所有・管理されていた。1989年、ゴールデンゲートフィールズは英国を拠点とするラッドブロークスレーシングに買収され、その後1999年にマグナエンターテインメントに買収された。2009年3月にマグナエンターテインメントが破産を申請すると、現在の所有者である1/STは、2011年7月3日にゴールデンゲートフィールズを買収した。
1950年にサイテーションとヌーアが対決したゴールデンゲートハンデキャップが行われたのもこの競馬場であった。
1957年、同競馬場のスターとなるシルキーサリヴァンがデビュー、没後の1977年には同競馬場内に埋葬された。のちの2006年にも同じくスターホースのロストインザフォグが没すると、シルキーサリヴァンの隣に埋葬された。
1972年2月22日には芝内回りコースがオープンした。
1974年にカリフォルニアダービーデーが初開催される。これは北カリフォルニアにおける最初の200万ドル級イベントであった。
2007年、カリフォルニア競馬委員会は州内の競馬場に対してダートコースをオールウェザー素材に転換するように指示を行い、これに対してゴールデンゲートフィールズでは「タペタ・フッティングス」の素材を採用・転換を行った。
2008年2月1日にラッセル・ベイズが10,000勝目を挙げたのもゴールデンゲートフィールズであった。ベイズは同競馬場で54のタイトルを獲得、また合計5,765のレースに勝利していた。
2023年7月16日、ストロナックグループは同年の競馬開催終了後にゴールデンゲートフィールズ競馬場を閉鎖することを発表した。同年9月15日、ストロナックグループは同競馬場の閉鎖を2024年6月に延期する可能性があることを明らかにした。その後、正式に2024年6月をもって競馬開催が終了することを発表。そして2024年6月9日の開催をもって閉鎖された。

## コース概要

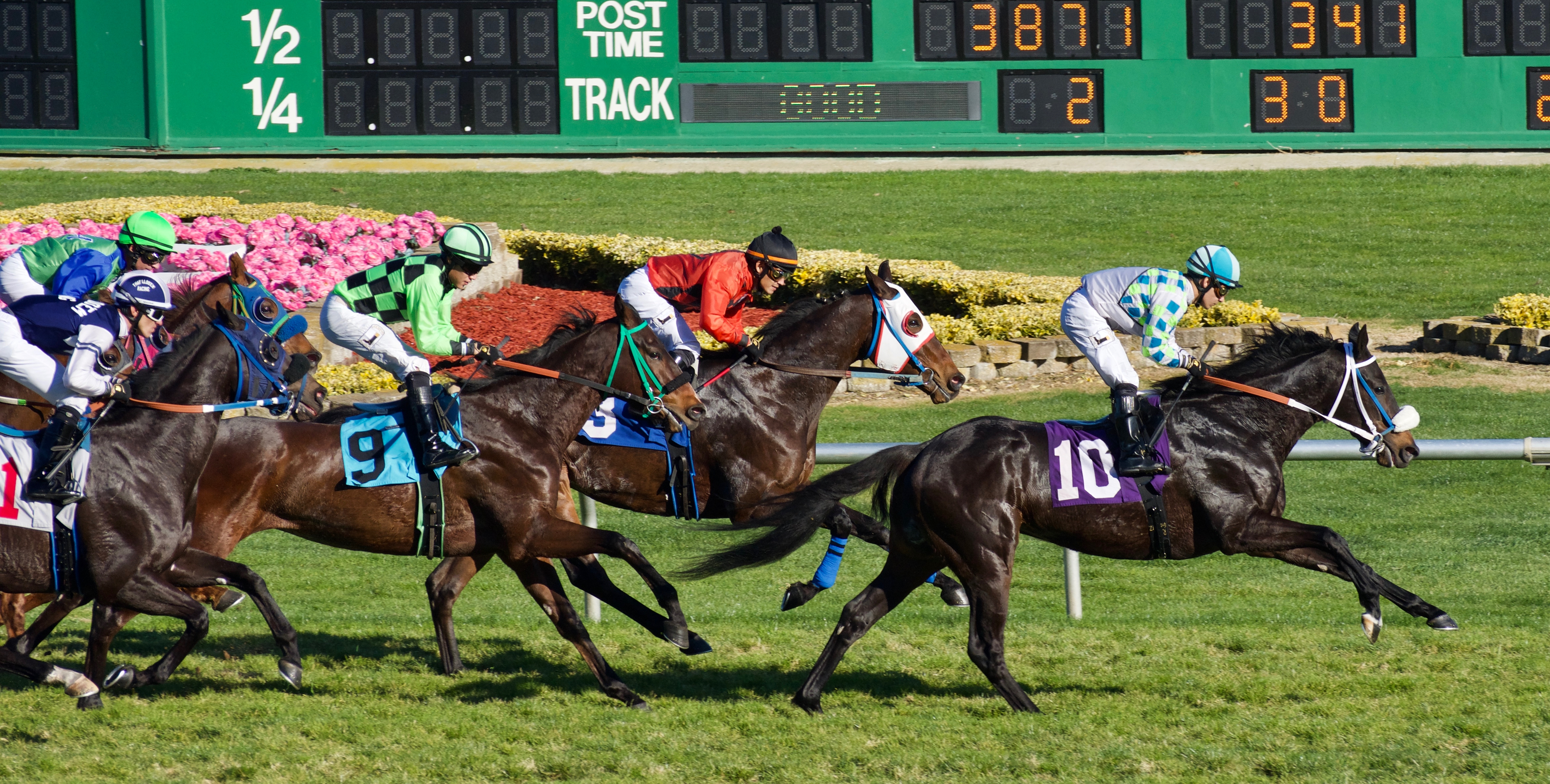
2017年の芝でのレース

トラックは140エーカー (0.57 km2)の敷地にあり、1マイル（1,609 m）のオールウェザートラックと、9/10マイル（7ハロンプラス132フィート（1,448 m））の芝コース、1,420頭分の厩舎、約8,000人を収容できるメインスタンドがある。オールウェザートラックは2007年の夏に建設され、マイケル・ディッキンソン社の「タペタ」素材が使用されている。
また、約5,200人が収容できるクラブハウス、約1,500人が利用可能なターフクラブ、8,500台以上を駐車可能なの駐車場が用意されていた。

## 主な競走
G3
- バークレーハンデキャップ
- サンフランシスコマイルステークス

ブラックタイプ
- エルカミーノレアルダービー
- カリフォルニアダービー
- オールアメリカンステークス